# Terremoto de Escandinavia de 2008

Epicentro de terremoto de Escandinavia de 2008

El terremoto de Escandinavia de 2008 o el terremoto de Suecia y Dinamarca de 2008 fue un sismo ocurrido el martes 16 de diciembre de 2008 en el mar Báltico. El evento fue de 4,5 grados en la escala de Richter y fue el mayor movimiento registrado en esa zona en casi 8 décadas. El temblor causó alarma en el sur de Suecia y parte de Dinamarca, incluyendo la capital de ese país Copenhague, en donde hizo temblar mesas y paredes. Hubo daños materiales leves.